# Metzgete

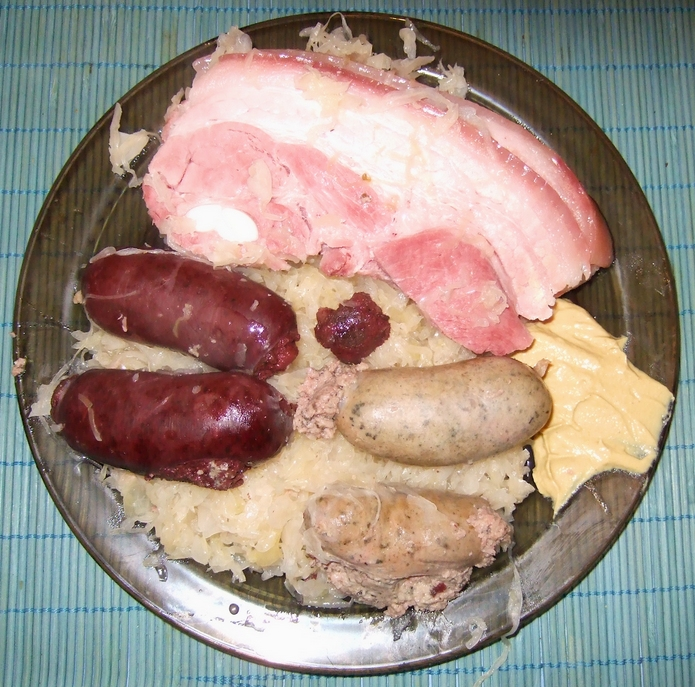
Platte mit Speck, Blut- und Leberwurst, Sauerkraut und Senf, wie sie bei einer Metzgete in Landgasthöfen häufig angeboten wird

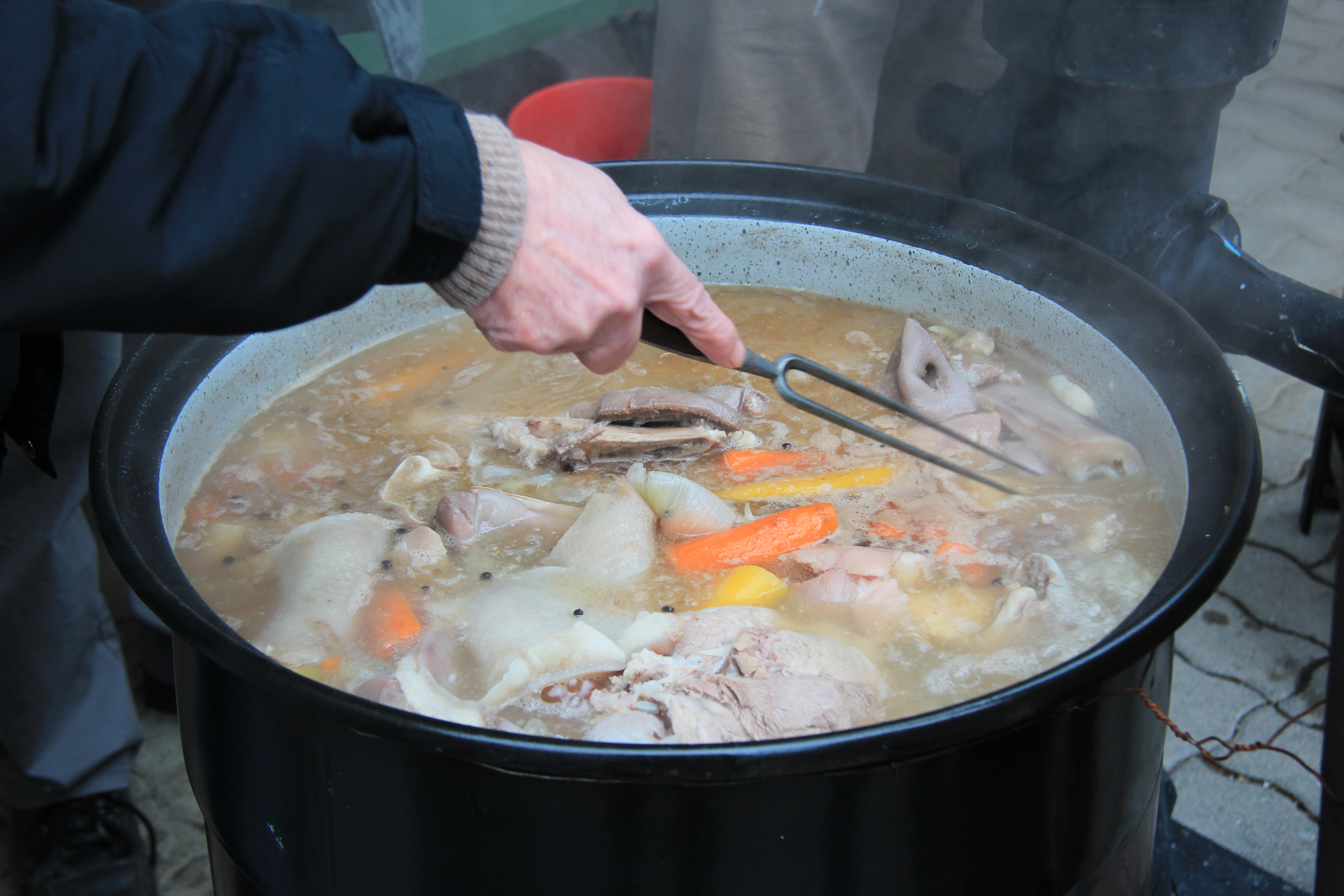
Kesselfleisch, ebenfalls ein häufiges Angebot im Rahmen einer Metzgete

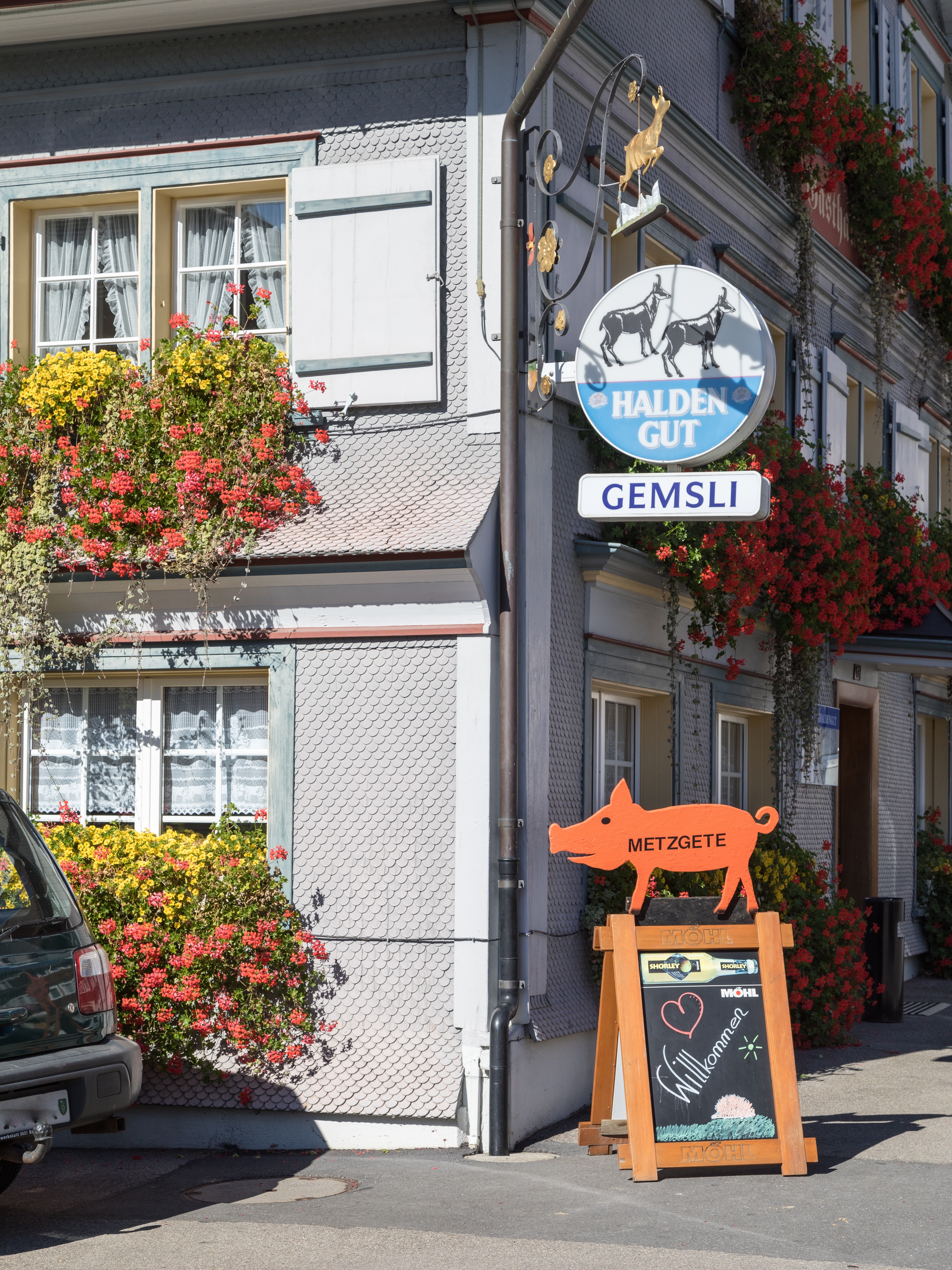
Metzgete im Gasthaus Gemsli in Neu St. Johann, Kanton St. Gallen

Metzgete bedeutet in der Schweiz und im äussersten Südwesten Deutschlands wörtlich «Schlachtung», steht aber auch zusammenfassend für sämtliche Gerichte, die typischerweise direkt nach dem Schlachten aus Blut, Innereien, Speck und Bauch- oder Kopffleisch (in der Regel vom Schwein) zubereitet werden. Darüber hinaus kann Metzgete auch die Schlachttage als Veranstaltung oder Anlass im bäuerlichen Jahresablauf bezeichnen, bzw. heute vielfach die Tage, an denen in Landgasthöfen entsprechende Speisen angeboten werden. 
In der Schweiz wird mit Metzgete synonym der Anlass und ein, mit der Schlachtplatte vergleichbares Gericht, aus unterschiedlichen Fleisch- und Wurstsorten mit deftigen Beilagen bezeichnet, das je nach Landesteil auch den Namen Bernerplatte trägt.
Die Metzgete wird jeweils zur Herbstzeit, meist in Landgasthöfen, angeboten. Serviert werden beispielsweise Blut- und Leberwurst, Haxen, Speck, Rippli, Schweinsprägel, Leber oder Kesselfleisch, dazu Sauerkraut, Bohnen, Salzkartoffeln oder Rösti.

## Weitere Bedeutungen
- Züri-Metzgete heisst ein Radrennen, das alljährlich im Raum Zürich durchgeführt wurde.[5]
- Die schweizerische Quizshow Metzgete – Heiteres Prominentenraten ist nach der Metzgete benannt.

Diese Quizshow wie auch das Radrennen berufen sich auf das schweizerdeutsche Verb «sich metzgen», was so viel bedeutet wie «sich wacker, gut in einer Situation halten» und  ist heute noch weit verbreitet.